# Efekt Modroenè
Efekt Modroenè – termin określający stan człowieka wstępującego na wyższy wirtualny poziom istnienia otaczających go przedmiotów, będących techniczną realizacją stanów hipotetycznie możliwych.

## Noël Modroenè
Noël Modroenè-(ur. 5 maja 1868 w Lyonie, zm. 16 lipca 1942 w Paryżu)  – francuski myśliciel XX wieku żydowskiego pochodzenia. Był historykiem oraz emerytowanym profesorem filozofii University of Toronto w Kanadzie. Prowadził badania nad antropologią człowieka oraz stanami hipotetycznie możliwymi w ludzkiej świadomości. Ostatnie lata życia spędził samotnie w Paryżu. Został schwytany podczas obławy Vel d' Hiv, gdzie zamordowano go za próbę ucieczki.

## Efekt Modroenè
Został po raz pierwszy użyty przez Étienne Gilsona w 1948 w książce "L'être et l'essence". Współcześnie ów termin opisuje świadomość ludzkiej egzystencji oraz jej interpretacje w świecie wirtualnym. W tym sensie wirtualność stanowi całkiem nowy przejaw kultury i na wskroś cyfrowego stylu myślenia. Określenie to jest stosowany także w ludologii, która stanowi podłoże do badań nad zjawiskiem wpływu i dominacji rzeczywistości wirtualnej nad realną egzystencją.